# Melanargia pseudolugens
Melanargia pseudolugens är en fjärilsart som beskrevs av Forster 1942. Melanargia pseudolugens ingår i släktet Melanargia och familjen praktfjärilar. Inga underarter finns listade i Catalogue of Life.